# Pop up live
Pop up live was een muziekprogramma dat in de zomer van 2015 uitgezonden werd op de Vlaamse tv-zender Eén. Peter Van de Veire was de presentator.
Het programma was de opvolger van Vlaanderen Muziekland.

## Concept
In het programma brengen Vlaamse artiesten verrassende medleys, originele versies van hun eigen liedjes en eigen interpretaties van wereldhits. De opnames verlopen live vanop telkens een andere locatie in Vlaanderen, de ingeblikte afleveringen worden op zondagavond uitgezonden.

## Afleveringen
| Afl. | Uitzenddatum     | Muzikale gasten | Plaats            | Kijkcijfers |
| ---- | ---------------- | --- | ----------------- | ----------- |
| 1    | 5 juli 2015      | Stan Van Samang, Slongs Dievanongs, Laura Omloop, Jebroer, Ian Thomas, Belle Perez & Bustamante, Gavin James                                                                                    | Lommel            | 509.923     |
| 2    | 12 juli 2015     | Loïc Nottet, Udo, The Scabs, Rob de Nijs, Prinsessia, Regi, Bart Kaëll | Aalst             | 683.236     |
| 3    | 19 juli 2015     | 2 Fabiola, Kate Ryan, Tom Helsen, Grand Hammond, Samson en Gert, Nielson, Gers Pardoel | Kasterlee         | 546.797     |
| 4    | 26 juli 2015     | Gene Thomas, Praga Khan, Jelle Cleymans, De Grietjes, Marco Z, Aurélie, Jo Vally, Paul Michiels, Gene Thomas                                                                                    | Boortmeerbeek     | 603.013     |
| 5    | 2 augustus 2015  | Brahim, Billie Leyers, Safi en Spreej, Ghost Rockers, De Romeo's, Raymond van het Groenewoud, K3                                                                                                | Roeselare         | 522.456     |
| 6    | 9 augustus 2015  | Willy Sommers, Bandits, Emma Bale, Lost Frequencies, Bart Peeters, Eva Simons, Lissa Lewis, Álvaro Soler                                                                                        | Nieuwpoort        | 510.116     |
| 7    | 16 augustus 2015 | Regi, De Geest, Scala, Christoff, Mika, Erik & Sanne, Maartje Van Neygen, De KetnetBand, Gers Pardoel, Natalia, K's Choice                                                                      | Mol               | 651.854     |
| 8    | 30 augustus 2015 | Slongs Dievanongs, Bandits, Paul Michiels, De Romeo's, Udo, 2 Fabiola, Loïc Nottet, Emma Bale, Gert Verhulst & Bart Kaëll, Billie Leyers, Maartje Van Neygen, Stan Van Samang, Christoff & Mika | geen (compilatie) | 470.228     |